# Лейпциг (кинотеатр, Киев)
«Лейпциг» — кинотеатр в Киеве.

## История
Открыт 30 октября 1974 года, назван в честь города-побратима Киева — Лейпцига в Германии.
До 1991 был одним из самых образцовых кинотеатров Киева. В 1990-е годы практически не функционировал.
В 2005 году кинотеатр отреставрирован и снова начал демонстрировать фильмы.

## Характеристика
Расположен в Святошинском районе Киева по проспекту Леся Курбаса, 8. Единственный кинотеатр на Борщаговке. В подчинении коммунальному предприятию «Киевкинофильм».
Кинотеатр может демонстрировать до 25 сеансов в день. Работает ежедневно с 10:00 до завершения последнего сеанса в 22:00.
Общее количество мест 929 в трёх залах. В 2006 году открыт «Красный» зал на 548 мест. Фильмы демонстрируются в формате 3D. «Синий» зал на 216 мест. В мае 2016 года открыт «Зелёный» зал на 91 место.